# Juan Carlos Aguilera
Juan Carlos Aguilera Martín (født 22. maj 1969 i Madrid, Spanien) er en tidligere spansk fodboldspiller (højre back).
Aguilera tilbragte størstedelen af sin karriere hos Atlético Madrid, hvor han var tilknyttet både som ungdomsspiller, samt 15 år af sin seniorkarriere. Han var med til at vinde to Copa del Rey-titler med klubben, i henholdsvis 1991 og 1992. Han var væk fra Atlético i tre sæsoner fra 1993-1996, hvor han var tilknyttet CD Tenerife.

## Landshold
Aguilera spillede syv kampe for Spaniens landshold. Han var en del af den spanske trup til VM i 1998 i Frankrig. Her spillede han to ud af spaniernes tre kampe, men kunne ikke forhindre, at spanierne røg ud efter det indledende gruppespil.